# فرنلمون
شهر فرنلمون (به فرانسوی: Fernelmont) در شهرستان نمور  در استان نمور  در منطقه فدرال والوون در کشور بلژیک واقع شده‌است.